# 高橋理子
高橋 理子（たかはし ひろこ、TAKAHASHI Hiroko、1977年8月29日 - ）は、日本出身のアーティスト、デザイナー、博士（美術）。埼玉県朝霞市出身。武蔵野美術大学工芸工業デザイン学科教授、高橋理子株式会社代表。円と直線のみで構成された図柄が特徴である。

## 経歴
1996年、埼玉県立新座総合技術高等学校（服飾デザイン科）を卒業後、東京藝術大学美術学部工芸学科入学。2002年同大学大学院修士課程修了後、アパレル企業にデザイナーとして勤務。
2003年、東京藝術大学大学院博士後期課程に再入学。在学中の2005年、AFAA (Association Françaised'Action Artistique)の招聘により、PARIS・CITE INTERNTIONALE DES ARTSに滞在し活動する。帰国後の2006年12月、株式会社ヒロコレッジ（現：高橋理子株式会社）設立。
2008年3月、東京藝術大学大学院美術研究科博士後期課程工芸専攻染織研究領域修了、博士号（美術）取得。東京藝術大学同研究領域における初の博士号取得者である。
2019年、ヴィクトリア&アルバート博物館に作品が永久展示される。
2021年4月、武蔵野美術大学工芸工業デザイン学科教授に着任。